# Ferman zur Errichtung des Bulgarischen Exarchats

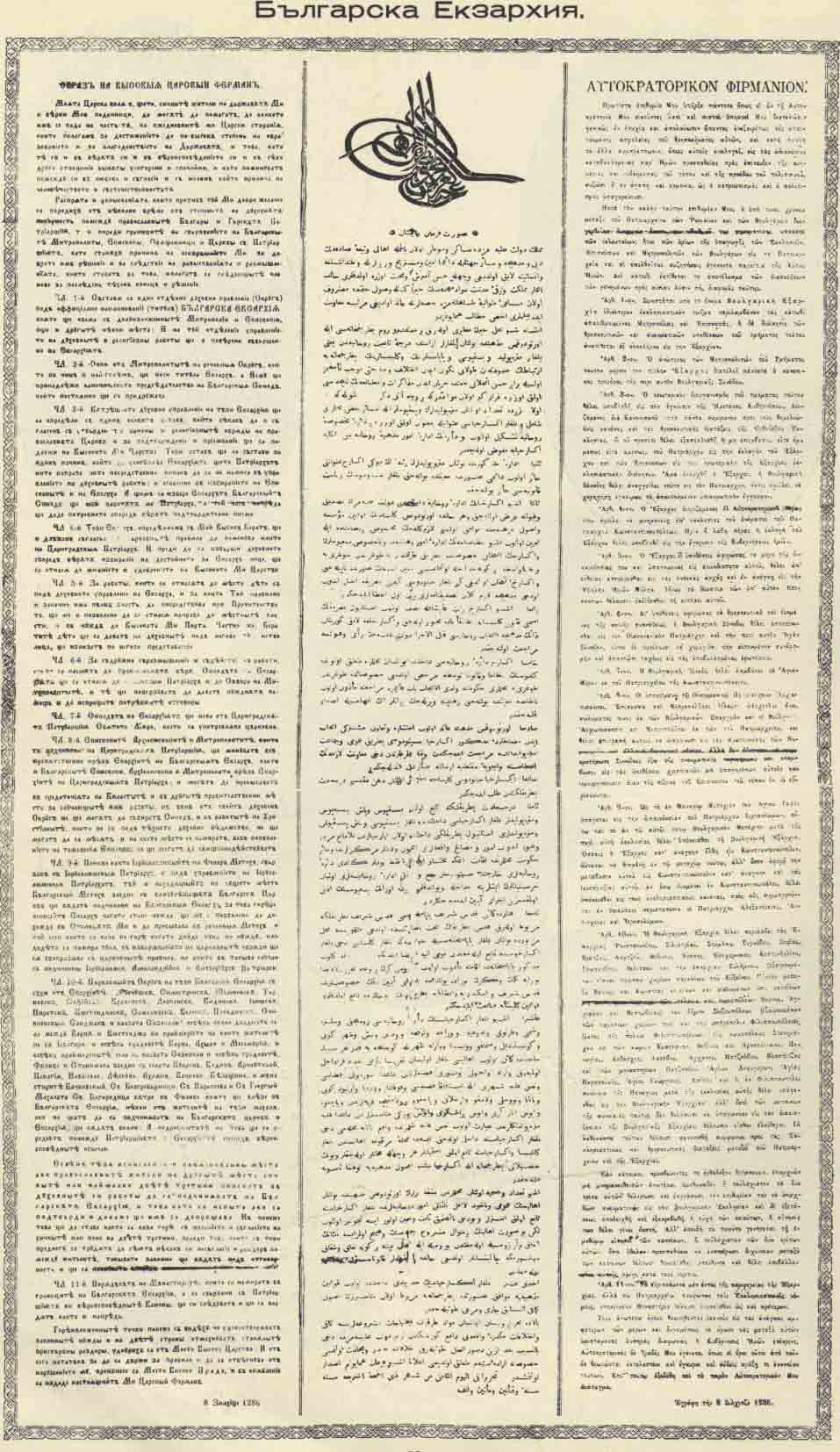
Der Ferman zur Errichtung des Exarchats

Der Ferman zur Errichtung des Bulgarischen Exarchats vom 28. Februar 1870 ist ein Ferman (Dekret) des osmanischen Sultans Abdülaziz, durch den die Bulgarisch-orthodoxe Kirche in Form eines Exarchats ihre Unabhängigkeit zurückerhielt. Er wurde in Bulgarisch, Türkisch (Osmanisch) und Griechisch verfasst. Die Unabhängigkeit der bulgarischen Kirche wird als Etappensieg der Bewegung der bulgarischen Nationalen Wiedergeburt gesehen in ihrem Kampf um einen unabhängigen bulgarischen Staat.

## Bedeutung und Auswirkungen
Durch dieses Dokument konstituierte zum ersten Mal in der Geschichte des Christentums ein islamischer Herrscher eine christliche Kirche. Im § 10 legte er auch die Grenzen des Exarchats fest. Für alle Orte, die im Ferman nicht namentlich erwähnt wurden, gestattete man ein Plebiszit (§ 10 des Fermans). Wenn sich dabei zwei Drittel der orthodoxen Einwohner zum Bulgarischen Exarchat bekannten, wurde die Ortschaft der Jurisdiktion der bulgarischen Kirche unterstellt. Dieses betraf, auf Druck des ökumenischen Patriarchats von Konstantinopel vor allem Eparchien in Makedonien und Thrakien. Nach einer Volksabstimmung traten einige der makedonischen Diözesen bei.
Mit dem Ferman des Sultans wurde mit dem bulgarischen Exarchat zum ersten Mal ein Millet im osmanischen Reich auf ethnischer Grundlage zugelassen. Dieses bulgarische Millet (Eksarhhâne-i Millet i Bulgar) hatte in Makedonien und Thrakien einen bulgarisch-griechischen Kirchenkampf zur Folge, der später auch bewaffnet ausgetragen wurde.
Der Ferman von 27. Februar 1870 steht deutlich in der Linie der Vorschläge, die in den Jahren zuvor zur Lösung der bulgarischen Kirchenfrage gemacht wurden. Er enthält wesentliche Elemente aus dem Projekt des Patriarchen von Konstantinopel Gregorios VI., geht auf die Forderungen der Bulgaren ein, die im Vorschlag Paisijs von Plowdiw enthalten waren, und stimmt grundsätzlich mit den beiden von der osmanischen Regierung im Jahr 1868 vorgelegten Projekten überein.
Dass die Hohe Pforte der bulgarischen Kirche nicht die volle Unabhängigkeit gewährte, hatte seinen Grund nicht nur in der Tatsache, dass beide Seiten zufrieden gestellt werden sollten. Vielmehr behielt die Regierung auch nach der Veröffentlichung des Fermans einen wichtigen Trumpf in ihrer Hand: Sie konnte auch weiterhin jedem Versuch von bulgarischer Seite, der angestrebten Autokephalie näher zu kommen, mit Wohlwollen oder Ablehnung begegnen. Auch sollten diejenigen bulgarischen Kräfte, die loyal zur Politik der Hohen Pforte standen, gestärkt werden. Außerdem behielt sich die osmanische Regierung eine weitere Möglichkeit zur Beeinflussung der Politik des Exarchats vor, die in den beiden Projekten von 1868 noch nicht vorgesehen war. So musste nach § 4 vor der Wahl des Exarchen eine Kandidatenliste von der Hohen Pforte genehmigt werden.
Der Ferman verankerte dadurch die Abhängigkeit des Exarchats vom Wohlwollen der osmanischen Regierung, was in den folgenden Jahren deutlich wurde. Beispiele sind die Beeinflussung der Wahl des bulgarischen Exarchen, die Verzögerung der Herausgabe der Berâts (Ernennungsurkunden) der bulgarischen Bischöfe, z. B. Dorotej von Skopje und Nathanail von Ohrid und die Verzögerung der im § 10 vorgesehenen Volksbefragungen in den gemischten Eparchien Makedoniens und Thakiens.

## Text des Fermans

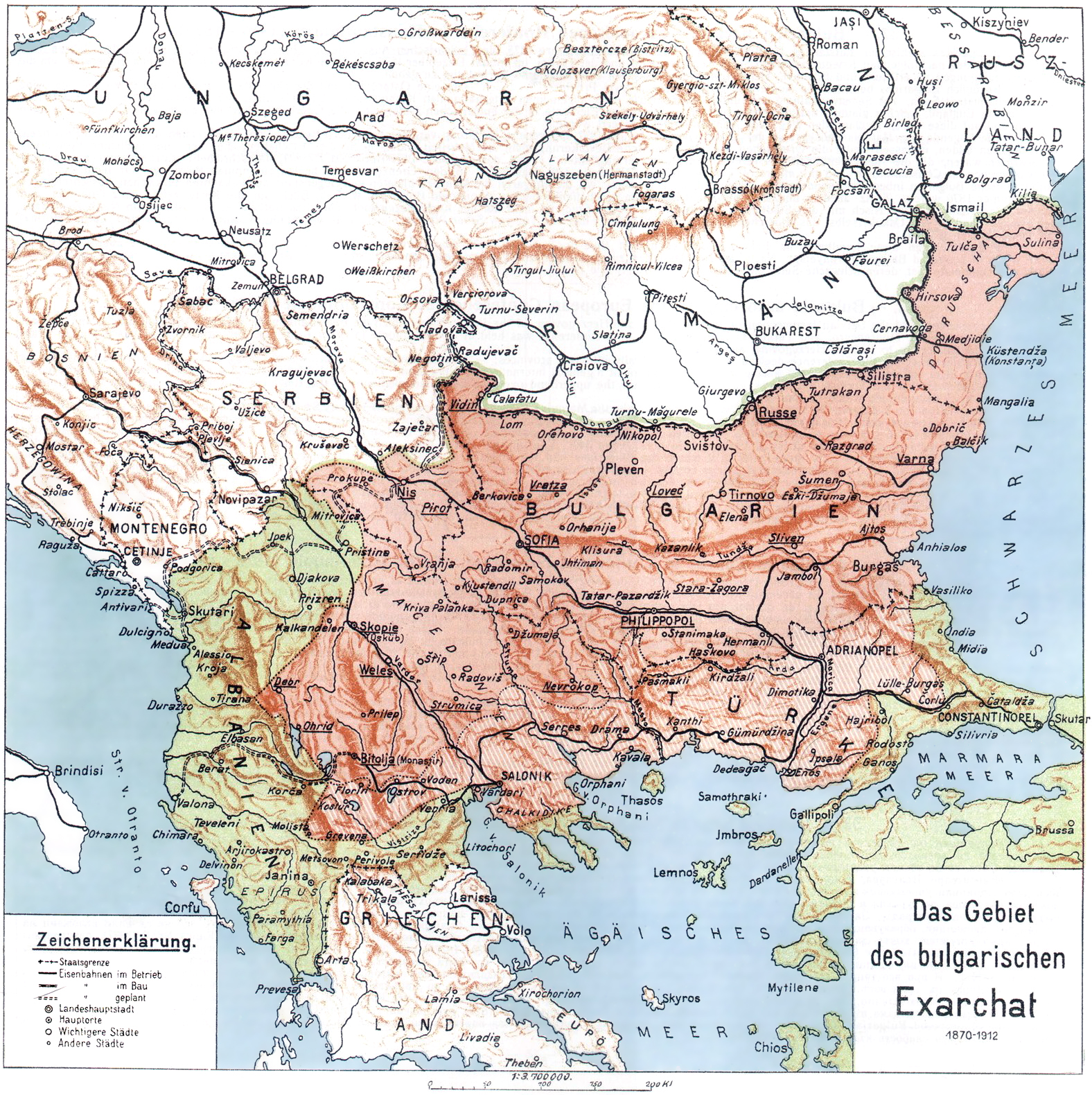
Das Gebiet des bulgarischen Exarchats

§ 1. Es wird ein besonderes kirchliches Gebiet gebildet unter dem Namen „Bulgarisches Exarchat“, das die unten aufgezählten Metropolien, Eparchien und andere Orte umfasst, und die Verwaltung der kirchlich-geistigen Angelegenheiten dieses Gebietes wird ganz dem Exarchat übertragen.
§ 2. Der ranghöchste Metropolit dieses Gebietes wird den Titel Exarch tragen und der kanonische Vorsitzende des Bulgarischen Synod sein, der ein ständiges (Gremium) sein wird.
§ 3. Die innere geistliche Verwaltung dieses Exarchats wird von einer anderen Verfassung geregelt, die in allen Punkten mit den kanonischen Regeln und Bestimmungen der Orthodoxen Kirche übereinstimmt und meiner Hohen Kaiserlichen Regierung zur Bestätigung vorzulegen ist. Diese Verfassung muss gewährleisten, dass der Patriarch weder direkt noch indirekt Einfluss nehmen kann auf die Verwaltung und vor allem auf die Wahl der Bischöfe und des Exarchen. Nach seiner Wahl erhält der Exarch vom Patriarchen sofort die vom Glauben geforderte Bestätigungsurkunde.
§ 4. Der Exarch, durch meinen hohen Berat ernannt, hat – gemäß den kirchlichen Regeln – den Namen des Ökumenischen Patriarchen zu erwähnen. Bevor – gemäß dem Glauben – die geistliche Wahl der Person, die als würdig für dieses Amt befunden wird, durchgeführt wird, ist die Meinung und die Zustimmung meiner Hohen Regierung einzuholen.
§ 5. Der Exarch hat das Recht, sich an die örtlichen Behörden und an die Hohe Pforte zu wenden, insbesondere die Berats für die bulgarischen Bischöfe zu beantragen.
§ 6. In Fragen, die den orthodoxen Glauben betreffen, kann sich der Synod des Exarchats an den Ökumenischen Patriarchen wenden, der, wenn möglich bald, die benötigte Hilfe und die notwendigen Antworten gibt.
§ 7. Das heilige Myron erhält der Bulgarische Synod vom Patriarchat.
§ 8. Die Hierarchen des Patriarchats dürfen – z. B. in Verwaltungsangelegenheiten – das Gebiet des Exarchats bereisen und umgekehrt. Aber sie dürfen keinen Synod einberufen außerhalb ihres geistlichen Gebietes, noch dürfen sie sich in Angelegenheiten von Christen, die ihnen nicht unterstehen, einmischen, und ebenso dürfen sie keine Gottesdienste abhalten ohne Erlaubnis des örtlichen Bischofs, in dessen Diözese sie sich befinden.
§ 9. Die bulgarische Klosterkirche in Konstantinopel untersteht dem Exarchen, wie die Jerusalemer Kirche in der Hauptstadt dem Patriarchen von Jerusalem untersteht. Wenn sich der Exarch in Konstantinopel aufhält, gelten für ihn dieselben Bestimmungen, wie im entsprechenden Fall für den Patriarchen von Alexandrien, Antiochien und Jerusalem.
§ 10. bestimmt den Jurisdiktionsbereich des Exarchats: alle Eparchien auf dem Territorium des heutigen Bulgarien mit Ausnahmen einiger Orte an der Schwarzmeerküste und im Rhodopen-Gebiet, dazu die heute auf serbischen bzw. nordmazedonischen Gebiet gelegenen Bistümer von Nis, Pirot und Veles. Explizit ausgenommen wurden die Städte Warna, Anchialo, Mesamvria zusammen mit den Küstendörfer der Sozopoli Kaaza, Stanimaka zusammen mit den Dörfern Kuklen, Vodin, Arnautkoy, Panagia, Novo-selo, Lyaskovo, Ahlan, Batschkowo, Belatschtiza und den Klöstern Batschkowo, St. Silberschmiede, St. Paraskewa und St. Georg. Eine Sonderstellung erlange die bulgarische Kirchengemeinde und die Nachbarschaft der Mariä-Himmelfahrt-Kirche (bulg. Sweta Bogorodiza) in Plowdiw – diese wurde dem Exarchat unterstellt, obwohl der Rest der Stadt weiterhin unter der Jurisdiktion des ökumenischen Patriarchats blieb.
Abgesehen von den konkret benannten Orten, könnten sich auch andere Gebiete der Jurisdiktion des Exarchats unterstellen. Dieses konnte nur durch den Wunsch und der Zustimmung alle oder mindestens zwei Drittel der orthodoxen Bewohner eines Ortes erfolgen, was durch einen Plebiszit geprüft werden konnte. Personen die unter den Einwohnern in diesem Zusammenhang Uneinigkeit und Zwietracht säten, sollten rechtlich zu Rechenschaft herangezogen und nach dem Gesetz bestraft werden.
§ 11. Die Klöster, die dem Patriarchat direkt unterstehen, behalten ihren Status.